# Michał Gołaś
Michał Gołaś (29 d'abril de 1984) és un ciclista polonès, professional des del 2006 fins al 2021.
En el seu palmarès destaca el campionat de Polònia en ruta del 2012, i el Campionat de Flandes de 2015.

## Palmarès
- 2006
  -  Campió de Polònia en ruta sub-23
- 2010
  - Vencedor de la classificació dels esprints de la Volta a la Gran Bretanya
- 2011
  - Vencedor de la classificació de la muntanya de la Volta a Polònia
- 2012
  -  Campió de Polònia en ruta
- 2015
  - 1r al Campionat de Flandes

### Resultats al Giro d'Itàlia
- 2011. No surt (16a etapa)
- 2012. 93è de la classificació general
- 2013. 62è de la classificació general
- 2017. 141è de la classificació general

### Resultats a la Volta a Espanya
- 2011. No surt (8a etapa)
- 2016. 118è de la classificació general
- 2020. No surt (8a etapa)

### Resultats al Tour de França
- 2014. 55è de la classificació general
- 2015. 95è de la classificació general